# Ciclizzazione di Volhard-Erdmann
La ciclizzazione di Volhard-Erdmann è una sintesi organica di aril e alchil tiofeni per ciclizzazione del succinato si sodio o altro composto 1,4-difunzionale (γ-ossiacidi, 1,4-dichetoni, esteri cloroacetil sostituiti) usando eptasolfuro di fosforo. Il nome della reazione deriva da Jacob Volhard e Hugo Erdmann.
Un esempio è la reazione di sintesi del 3-metiltiofene a partire dall'acido itaconico: